# Goephanomimus albopunctulatus
Goephanomimus albopunctulatus là một loài bọ cánh cứng trong họ Cerambycidae.